# 데치기

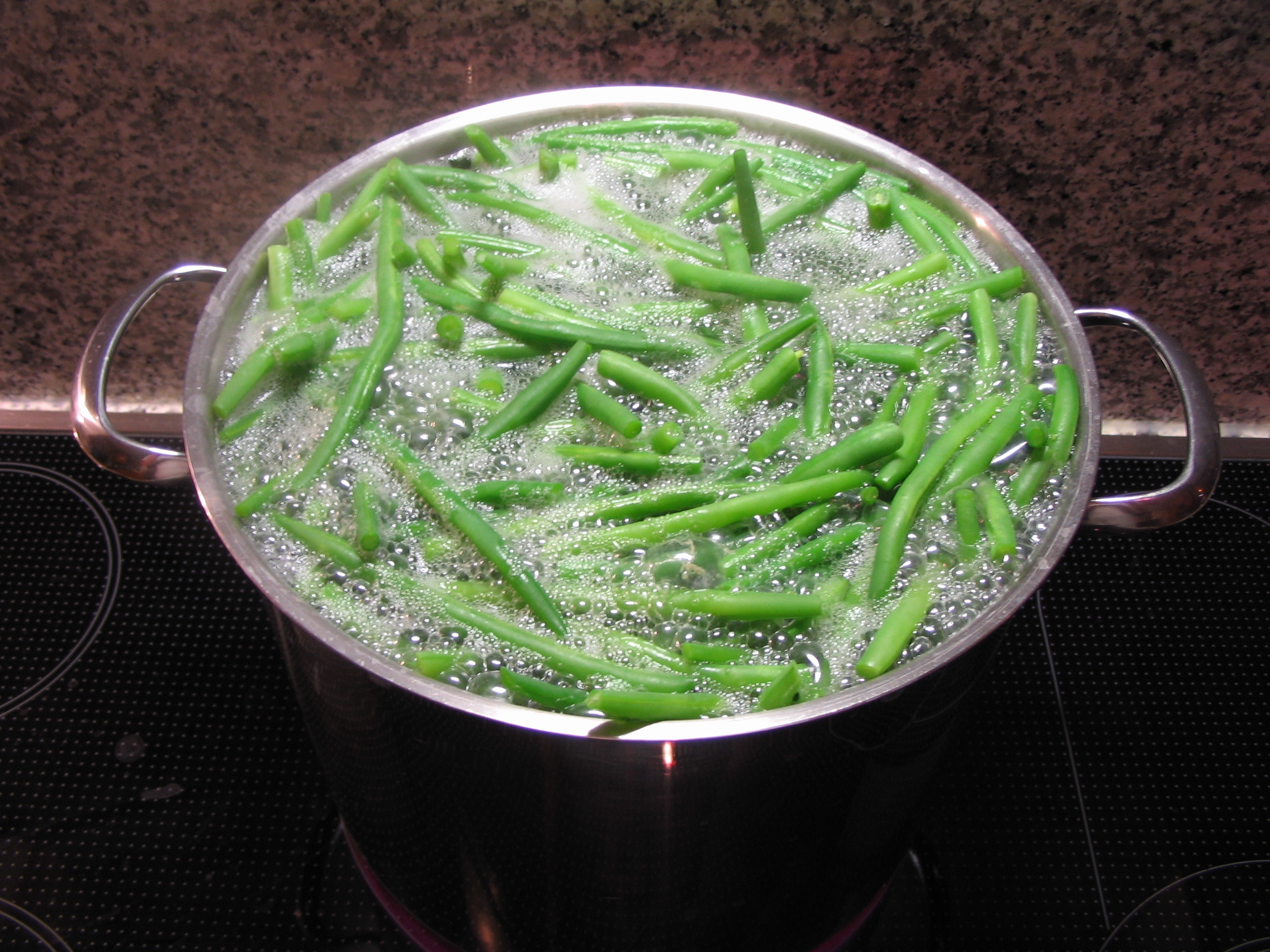

데치기는 채소나 해산물을 끓는 물에 잠깐 넣어서 표면을 가볍게 익혀내는 조리법 중 하나이다. 대부분의 생채소를 가볍게 익혀서 만드는 숙채 요리는 데쳐서 만들게 된다. 보통 동서양을 막론하고 삶는 것이 뜨거운 물로 재료의 안까지 익히는 것을 말한다면 데치는 것은 그중에서도 뜨거운 물에 표면만 익히는 것을 일컫는다는 차이가 있다. 채소의 경우 아삭한 식감과 특유의 향, 영양성분 등을 유지하면서 부드럽게 만들고 살균 및 야채의 독소를 제거하는 효과가 있으며 대부분의 경우 색도 더 선명해진다.
식품 재료를 끓는 물 속에서 단시간 끓이는 것으로, 식품 조직을 부드럽게 하고, 좋지 않은 맛을 없애 주며, 식품의 색깔을 한층 선명하게 해준다.

## 기본 조리 방법
팔팔 끓는 깨끗한 소금물에 넣어서 색이 선명해지면서 숨이 죽으면 곧바로 건져서 찬물에 헹궈서 식힌다. 시금치등 잎과 줄기 양쪽의 단단한 정도가 차이가 나는 채소라면 밑둥을 1,2분정도 먼저 넣도록 한다. 야채가 얼마나 질기고 단단한가에 따라서 데쳐내는 시간이 달라지게 된다.
시금치·미나리·쑥갓 등의 녹색 채소를 데칠 때에는 충분한 양의 물에 약간의 소금을 넣고 뚜껑을 덮지 않은 채 살짝 데친 다음, 찬물에 헹구어 내면 색깔이 선명하고 영양소의 파괴도 줄일 수 있다. 우엉이나 연근의 떫은 맛을 없애기 위해서는 데칠 때에 식초를 몇 방울 떨어뜨리면 효과적이다.